# 천안가람중학교
천안가람중학교(天安가람中學校)는 충청남도 천안시에 있는 공립 중학교이다.

## 학교 연혁
- 2022년 1월 26일 : 가칭 "천안성성2중학교" 설립 계획 확정
- 2024년 4월 5일 : 천안가람중학교 교명 확정(충청남도 도립학교 설치조례)
- 2025년 3월 1일 : 천안가람중학교 개교
- 2025년 3월 1일 : 재1대 공정희 교장 취임
- 2025년 3월 4일 : 학급편성 23학급(1학년 13학급, 2학년 6학급, 3학년 3학급, 특수 1학급), 653명
- 2025년 3월 4일 : 제1회 입학식(416명)